# 22–24 Shore Street (Port Charlotte)
Unter der Adresse 22–24 Shore Street sind in der schottischen Stadt Port Charlotte auf der Hebrideninsel Islay drei Wohngebäude zu finden. Die Häuser befinden sich an der Küstenstraße Shore Street im Stadtzentrum von Port Ellen nahe dem Fähranleger. 1971 wurden sie als Ensemble in die britischen Denkmallisten in der Kategorie B aufgenommen. Bevor der Eintrag im Jahre 2004 geändert wurde, waren sie unter den Bezeichnungen House Maxwell (Nr. 22), House Carmichael (Nr. 23) und House Horn (Nr. 24) eingetragen.

## Beschreibung
Der exakte Bauzeitpunkt der Gebäude ist nicht bekannt, sodass nur das frühe 19. Jahrhundert als Zeitraum angegeben werden kann. Die in geschlossener Bauweise gebauten Wohnhäuser markieren von Süden kommend den Beginn der Shore Street. An der gegenüberliegenden Straßenseite liegt die felsige Küste von Loch Indaal, an der Port Charlotte gelegen ist, sodass diese Seite unbebaut ist und die Gebäude von der Wasserseite aus frei sichtbar sind. Alle drei Gebäude sind in traditioneller Bauweise auf einer länglichen Grundfläche errichtet. Die Häuser Nr. 22 und 23 sind äußerlich baugleich. Obschon Nr. 24 ebenfalls zweistöckig gebaut wurde, überragt es die beiden südlich gelegenen Gebäude. Gemein ist ihnen hingegen, dass ihre Fassaden in der traditionellen Harling-Technik verputzt sind. Die Gebäude schließen mit schiefergedeckten Satteldächern ab.